# Tricentrus hameedi
Tricentrus hameedi är en insektsart som beskrevs av Ananthasubramanian 1996. Tricentrus hameedi ingår i släktet Tricentrus och familjen hornstritar. Inga underarter finns listade i Catalogue of Life.